# Cascal
Cascal ist eine Weißweinsorte. Sie ist eine autochthone Sorte in Portugal. Dort ist sie bei Porto in der Subregion Penafiel des Anbaugebiets des Vinho Verde zugelassen.
Die Sorte ergibt Weine von mäßiger Qualität und einem zart fruchtigen Aroma. Sie ist ertragsschwach und bedingt durch ihre Anfälligkeit gegen diverse Pilzkrankheiten ist ihr Ertrag zudem noch stark schwankend. Ihre Weißweine werden nur in Verschnitten mit anderen Sorten eingesetzt.
Trotz eines ähnlich lautenden Synonyms ist die Sorte nicht direkt verwandt mit den Sorten Terrantèz du Dão oder Terrantez da Madeira.
Siehe auch den Artikel Weinbau in Portugal sowie die Liste von Rebsorten.

## Synonyme
Die Rebsorte Cascal ist auch unter den Synonymen Morrão, Murrão, Pé de Perdiz, Pé de Perdrix, Pied de Perdrix, Terrantes und Terrantez bekannt.

## Ampelographische Sortenmerkmale
In der Ampelographie wird der Habitus folgendermaßen beschrieben:
- Die Triebspitze ist offen. Sie ist weißwollig behaart, grünlich mit leicht rötlichem Anflug. Die blasig rauen Jungblätter sind nur schwachwollig behaart.
- Die kleinen Blätter sind ganz oder dreilappig und dann nur schwach gebuchtet (siehe auch den Artikel Blattform). Die Stielbucht ist V-förmig geschlossen. Das Blatt ist stumpf gezahnt. Die Zähne sind im Vergleich zu anderen Rebsorten mittelweit gesetzt.  Die Blattoberfläche (auch Spreite genannt) ist blasig derb.
- Die kegelförmige Traube ist mittelgroß und manchmal geschultert. Die ovalen Beeren sind mittelgroß und von grün-gelber Farbe. Die Beeren verfügen über eine dicke Schale und sind im Geschmack neutral.

Die schwachwüchsige Sorte ist anfällig gegen den Echten Mehltau und den Falschen Mehltau. Cascal ist eine Varietät der Edlen Weinrebe (Vitis vinifera). Sie besitzt zwittrige Blüten und ist somit selbstfruchtend. Beim Weinbau wird der ökonomische Nachteil vermieden, keinen Ertrag liefernde, männliche Pflanzen anbauen zu müssen.